# Игнатово (Болгария)
Игнатово (болг. Игнатово) — село в Болгарии. Находится в Монтанской области, входит в общину Вылчедрым. Население составляет 275 человек.

## Политическая ситуация
В местном кметстве Игнатово, в состав которого входит Игнатово, должность кмета (старосты) исполняет Райка Викторова Горанова (Земледельческий союз Александра Стамболийского (ЗСАС)) по результатам выборов.
Кмет (мэр) общины Вылчедрым — Иван Христов Барзин (Земледельческий союз Александра Стамболийского (ЗСАС)) по результатам выборов.